# Icaunis
Dans la religion gallo-romaine, la dea Icaunis était la déesse de la rivière Yonne. On la connaît grâce à une seule inscription, trouvée à Auxerre, en Bourgogne, dans l'enceinte construite au IVe siècle.